# Prissé-la-Charrière
Prissé-la-Charrière ist eine Commune déléguée in der französischen Gemeinde Plaine-d’Argenson mit 632 Einwohnern (Stand: 1. Januar 2019) im Département Deux-Sèvres in der Region Nouvelle-Aquitaine. Die Einwohner werden Prisséens genannt.

## Geographie
Prissé-la-Charrière liegt etwa 19 Kilometer südlich von Niort.

## Geschichte
1972 wurde Prissé-la-Charrière aus den bis dahin eigenständigen Kommunen Prissé und La Charrière gebildet.
Prissé-la-Charrière wurde am 1. Januar 2018 mit Belleville, Boisserolles und Saint-Étienne-la-Cigogne zur neuen Gemeinde Plaine-d’Argenson zusammengeschlossen. Die Gemeinde Prissé-la-Charrière gehörte zum Arrondissement Niort und zum Kanton Mignon-et-Boutonne.

## Bevölkerungsentwicklung
| Jahr                      | 1962 | 1968 | 1975 | 1982 | 1990 | 1999 | 2006 | 2013 |
| Einwohner                 | 663  | 631  | 543  | 562  | 575  | 588  | 604  | 654  |
| Quelle: Cassini und INSEE |      |      |      |      |      |      |      |      |

## Sehenswürdigkeit
- Jungsteinzeitliche Nekropole (sog. Tumulus von Péré)
- Kirche